# Cadre-47/2-Europameisterschaft der Junioren 1996/97
Die Cadre-47/2-Europameisterschaft der Junioren 1997 war das 21. Turnier in dieser Disziplin des Karambolagebillards und fand vom 25. bis zum 27. April 1997 in Vejle statt. Die Meisterschaft zählte zur Saison 1996/97.

Logo CEB (ausrichtender Verband)

## Geschichte
Michael Mikkelsen nutzte seinen Heimvorteil und gewann als erster Däne den EM-Titel bei den Junioren im Cadre 47/2. Platz zwei verteidigte der Spanier Juan Carlos Pareras vor den Belgier  Stéphane Libert.

## Modus
Gespielt wurde eine Vorrunde im Round-Robin-Modus, danach eine Knock-out-Runde  bis 200 Punkte oder 20 Aufnahmen.
Platzierung in den Tabellen bei Punktgleichheit:
1. MP = Matchpunkte
2. GD = Generaldurchschnitt
3. HS = Höchstserie

## Vorrunde
| Abschlusstabelle Gruppe A | Abschlusstabelle Gruppe A | Abschlusstabelle Gruppe A | Abschlusstabelle Gruppe A | Abschlusstabelle Gruppe A | Abschlusstabelle Gruppe A | Abschlusstabelle Gruppe A | Abschlusstabelle Gruppe A | Abschlusstabelle Gruppe A |
| Platz                     | Name                      | MP                        | Pkte                      | Aufn.                     | GD                        | BED                       | HS                        |                           |
| ------------------------- | ------------------------- | ------------------------- | ------------------------- | ------------------------- | ------------------------- | ------------------------- | ------------------------- | ------------------------- |
| 1                         | Michael Mikkelsen         | 6:0                       | 600                       | 30                        | 20,00                     | 66,66                     | 197                       |                           |
| 2                         | Stéphane Libert           | 4:2                       | 554                       | 30                        | 18,46                     | 18,18                     | 80                        |                           |
| 3                         | Sven Daske                | 2:4                       | 384                       | 26                        | 14,76                     | 16,66                     | 59                        |                           |
| 4                         | Sergio Nicotra            | 0:6                       | 278                       | 44                        | 6,31                      | -                         | 55                        |                           |

| Abschlusstabelle Gruppe B | Abschlusstabelle Gruppe B | Abschlusstabelle Gruppe B | Abschlusstabelle Gruppe B | Abschlusstabelle Gruppe B | Abschlusstabelle Gruppe B | Abschlusstabelle Gruppe B | Abschlusstabelle Gruppe B | Abschlusstabelle Gruppe B |
| Platz                     | Name                      | MP                        | Pkte                      | Aufn.                     | GD                        | BED                       | HS                        |                           |
| ------------------------- | ------------------------- | ------------------------- | ------------------------- | ------------------------- | ------------------------- | ------------------------- | ------------------------- | ------------------------- |
| 1                         | Juan Carlos Pareras       | 6:0                       | 600                       | 21                        | 28,57                     | 50,00                     | 122                       |                           |
| 2                         | Jean Francois Florent     | 4:2                       | 503                       | 17                        | 29,58                     | 33,33                     | 129                       |                           |
| 3                         | Christian Jansen          | 1:5                       | 400                       | 32                        | 12,50                     | 14,28                     | 83                        |                           |
| 4                         | Tejs Tafdrup              | 1:5                       | 278                       | 26                        | 10,69                     | 14,28                     | 53                        |                           |

| Abschlusstabelle Gruppe C | Abschlusstabelle Gruppe C | Abschlusstabelle Gruppe C | Abschlusstabelle Gruppe C | Abschlusstabelle Gruppe C | Abschlusstabelle Gruppe C | Abschlusstabelle Gruppe C | Abschlusstabelle Gruppe C | Abschlusstabelle Gruppe C |
| Platz                     | Name                      | MP                        | Pkte                      | Aufn.                     | GD                        | BED                       | HS                        |                           |
| ------------------------- | ------------------------- | ------------------------- | ------------------------- | ------------------------- | ------------------------- | ------------------------- | ------------------------- | ------------------------- |
| 1                         | Joost Tielen              | 6:0                       | 600                       | 24                        | 25,00                     | 33,33                     | 109                       |                           |
| 2                         | Esteve Mata               | 4:2                       | 464                       | 20                        | 23,20                     | 40,00                     | 104                       |                           |
| 3                         | Vladislav Tauterman       | 2:4                       | 372                       | 37                        | 10,05                     | 10,00                     | 55                        |                           |
| 4                         | Stanislas Piqué           | 0:6                       | 406                       | 35                        | 11,60                     | -                         | 65                        |                           |

| Abschlusstabelle Gruppe D | Abschlusstabelle Gruppe D | Abschlusstabelle Gruppe D | Abschlusstabelle Gruppe D | Abschlusstabelle Gruppe D | Abschlusstabelle Gruppe D | Abschlusstabelle Gruppe D | Abschlusstabelle Gruppe D | Abschlusstabelle Gruppe D |
| Platz                     | Name                      | MP                        | Pkte                      | Aufn.                     | GD                        | BED                       | HS                        |                           |
| ------------------------- | ------------------------- | ------------------------- | ------------------------- | ------------------------- | ------------------------- | ------------------------- | ------------------------- | ------------------------- |
| 1                         | Gunther Vastré            | 6:0                       | 600                       | 18                        | 33,33                     | 66,66                     | 162                       |                           |
| 2                         | Rudy Henry                | 4:2                       | 407                       | 48                        | 8,47                      | 8,95                      | 42                        |                           |
| 3                         | Josef Cervenka            | 2:4                       | 468                       | 39                        | 12,00                     | 16,66                     | 79                        |                           |
| 4                         | Thomas Schioler           | 0:6                       | 159                       | 35                        | 4,54                      | -                         | 26                        |                           |

## Finalrunde
|  | Viertelfinale 200/20  | Viertelfinale 200/20  |                   |                     | Halbfinale 200/20     | Halbfinale 200/20 |  |  | Finale 200/20 | Finale 200/20 |
|  |                       |                       |                   |                     |                       |                   |  |  |               |               |
|  |                       |                       |                   |                     |                       |                   |  |  |               |               |
|  | Michael Mikkelsen     | 2:0/200/15/13,33      |                   |                     |                       |                   |  |  |               |               |
|  | Michael Mikkelsen     | 2:0/200/15/13,33      |                   |                     |                       |                   |  |  |               |               |
|  | Rudy Henry            | 0:2/72/15/4,80        |                   |                     |                       |                   |  |  |               |               |
|  | Rudy Henry            | 0:2/72/15/4,80        | Michael Mikkelsen | 2:0/200/3/66,66     |                       |                   |  |  |               |               |
|  |                       |                       | Michael Mikkelsen | 2:0/200/3/66,66     |                       |                   |  |  |               |               |
|  |                       | Jean Francois Florent | 0:2/84/3/28,00    |                     |                       |                   |  |  |               |               |
|  | Jean Francois Florent | Jean Francois Florent | 0:2/84/3/28,00    | 2:0/200/8/25,00     |                       |                   |  |  |               |               |
|  | Jean Francois Florent |                       |                   | 2:0/200/8/25,00     |                       |                   |  |  |               |               |
|  | Joost Tielen          | 0:2/106/8/13,25       |                   |                     |                       |                   |  |  |               |               |
|  |                       |                       | Michael Mikkelsen | 2:0/200/5/40,00     |                       |                   |  |  |               |               |
|  |                       |                       |                   | Juan Carlos Pareras | 0:2/127/5/25,40       |                   |  |  |               |               |
|  | Stéphane Libert       | 2:0/200/10/20,00      |                   |                     |                       |                   |  |  |               |               |
|  | Gunther Vastré        | 0:2/135/10/13,50      |                   |                     |                       |                   |  |  |               |               |
|  | Gunther Vastré        | 0:2/135/10/13,50      | Stéphane Libert   | 0:2/136/12/11,33    |                       |                   |  |  |               |               |
|  |                       |                       | Stéphane Libert   | 0:2/136/12/11,33    | Spiel um Platz 3      |                   |  |  |               |               |
|  |                       | Juan Carlos Pareras   | 2:0/200/12/16,66  |                     |                       |                   |  |  |               |               |
|  | Juan Carlos Pareras   | Juan Carlos Pareras   | 2:0/200/12/16,66  | 2:0/200/7/28,57     | Jean Francois Florent | 0:2/87/10/8,70    |  |  |               |               |
|  | Juan Carlos Pareras   |                       |                   | 2:0/200/7/28,57     | Jean Francois Florent | 0:2/87/10/8,70    |  |  |               |               |
|  | Esteve Mata           | 0:2/176/7/25,14       |                   | Stéphane Libert     | 2:0/200/10/20,00      |                   |  |  |               |               |
|  | Esteve Mata           | 0:2/176/7/25,14       |                   |                     | 2:0/200/10/20,00      |                   |  |  |               |               |
|  |                       |                       |                   |                     |                       |                   |  |  |               |               |

## Endergebnis
| MP    | Match Points (Sieger = 2; Unentschieden = 1; Verlierer = 0) |
| Pkte. | Erzielte Karambolagen                                       |
| Aufn. | Benötigte Versuche                                          |
| GD    | Generaldurchschnitt                                         |
| BED   | Bester Einzeldurchschnitt eines Spielers                    |
| HS    | Höchstserie                                                 |
|       | Bester GD des Turniers                                      |
|       | Bester ED des Turniers                                      |
|       | Beste HS des Turniers                                       |
|       | 1. Platz (Gold)                                             |
|       | 2. Platz (Silber)                                           |
|       | 3. Platz (Bronze)                                           |

| Platz                      | Name                  | MP   | Pkte | Aufn. | GD    | BED   | HS  |
| -------------------------- | --------------------- | ---- | ---- | ----- | ----- | ----- | --- |
| 1                          | Michael Mikkelsen     | 12:0 | 1200 | 53    | 22,64 | 66,66 | 198 |
| 2                          | Juan Carlos Pareras   | 10:2 | 1127 | 45    | 25,04 | 50,00 | 122 |
| 3                          | Stéphane Libert       | 8:4  | 1090 | 62    | 17,58 | 20,00 | 80  |
| 4                          | Jean Francois Florent | 6:6  | 874  | 38    | 23,00 | 33,33 | 129 |
| 5                          | Gunther Vastré        | 6:2  | 735  | 28    | 26,25 | 66,66 | 162 |
| 6                          | Joost Tielen          | 6:2  | 706  | 32    | 22,06 | 33,33 | 109 |
| 7                          | Esteve Mata           | 4:4  | 640  | 27    | 23,70 | 40,00 | 104 |
| 8                          | Rudy Henry            | 4:4  | 479  | 63    | 7,60  | 8,95  | 42  |
| 9                          | Sven Daske            | 2:4  | 384  | 26    | 14,76 | 16,66 | 59  |
| 10                         | Josef Cervenka        | 2:4  | 468  | 39    | 12,00 | 16,66 | 79  |
| 11                         | Vladislav Tauterman   | 2:4  | 372  | 37    | 10,05 | 10,00 | 55  |
| 12                         | Christian Jansen      | 1:5  | 400  | 32    | 12,50 | 14,28 | 83  |
| 13                         | Tejs Tafdrup          | 1:5  | 278  | 26    | 10,69 | 14,28 | 53  |
| 14                         | Stanislas Piqué       | 0:6  | 406  | 35    | 11,60 | -     | 65  |
| 15                         | Sergio Nicotra        | 0:6  | 278  | 44    | 6,31  | -     | 55  |
| 16                         | Thomas Schioler       | 0:6  | 159  | 35    | 4,54  | -     | 26  |
| Turnierdurchschnitt: 15,42 |                       |      |      |       |       |       |     |